# ISO 17660
Die ISO 17660 Schweißen von Betonstählen ist eine Norm, die sich mit dem Schweißen von Betonstahl bei tragenden (Teil 1) und nichttragenden (Teil 2) Schweißverbindungen beschäftigt. Die von der ISO übernommene Europäische Norm ist seit Dezember 2006 auch als DIN-Norm veröffentlicht und ersetzt die in Deutschland bis dahin gültige DIN 4099. Außerdem ist sie auch als ÖNORM und als SN veröffentlicht.
Diese Norm gilt für das Schweißen von gemäß DIN 488-1 genormten Betonstählen mittels Lichtbogenhandschweißen (E-Hand), Metall-Aktivgasschweißen (MAG), Abbrennstumpfschweißen (RA) und Gaspressschweißen (GP) auf Baustellen und in Betrieben (z. B. Biegebetriebe und Fertigteilwerke), sowie mittels Widerstands-Punktschweißen (RP). Sie definiert Anforderungen an Schweißwerkstoffe, Schweißverfahren und Schweißpersonal sowie an die Ausführung und Überwachung des Schweißvorganges.
Für Schweißfachbetriebe besteht die Möglichkeit, sich bei zugelassenen Instituten nach dieser Norm zertifizieren zu lassen. Für das Schweißpersonal ist in Deutschland eine Zusatzausbildung gemäß DVS 1175 erforderlich.